# Amazóniai tejbéka
Az amazóniai tejbéka (Trachycephalus resinifictrix) a kétéltűek (Amphibia) osztályának békák (Anura) rendjébe és a levelibéka-félék (Hylidae) családjába tartozó faj. Korábban a Phrynohyas nembe tartozott. Először a Maracanã folyó mentén figyelték meg.

## Előfordulása
A faj az Amazonas esőerdeiben, Bolíviában, Brazíliában, Ecuadorban, Francia Guyanában, Kolumbiában, Suriname-ban, Peruban és Venezuelában él. Természetes élőhelyei a párás esőerdők.

## Megjelenése
Meglehetősen nagy méretű, hossza elérheti a 10 cm-t is. A kifejlett békák világosszürkék, barna vagy fekete sávokkal, a fiatal egyedeken a sávok még jellegzetesebbek. Koruk előre haladtával bőrükön dudoros textúra alakul ki. Stressz hatására bőrük fehéres váladékot termel. 
|  |

## Életmódja
Táplálékát ízeltlábúak alkotják.